# Бруней-Муара
Бруне́й-Муара (малайск. Daerah Brunei Muara) — самый маленький из 4 округов (даера) на севере Брунея, в котором размещён город Муара, ещё несколько городов и несколько островов. Административный центр — Бандар-Сери-Бегаван, он же является столицей государства. Площадь — 570 км², население — 290 100 человек (2010 год).

## География
На западе граничит с округом Тутонг, на юге с малайским штатом Саравак. На севере омывается водами Южно-Китайского моря, на востоке Брунейским заливом. Через округ протекает река Бруней.

## Административное деление
Округ разделён на 18 муким — районов, в которые входят также шесть деревень на воде (в июле 2007 года муким Гадонг разделён на две части — муким Гадонг А и муким Гадонг В):
- Беракас А (Berakas A)
- Беракас В (Berakas B)
- Гадонг А (Gadong A)
- Гадонг В (Gadong B)

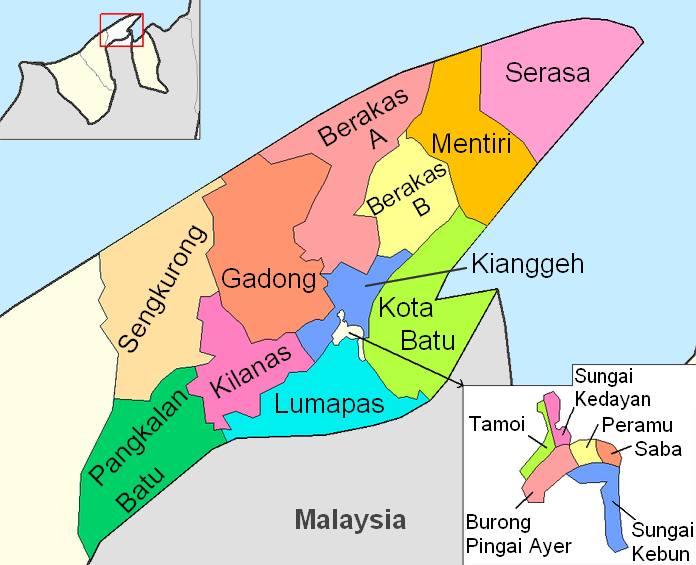
Провинции округа (до 2007 года).

- Кианггех (Kianggeh) вкл Бандар-Сери-Бегаван
- Киланас (Kilanas)
- Кота Бату (Kota Batu)
- Лумапас (Lumapas)
- Ментири (Mentiri)
- Пенгкалан Бату (Pengkalan Batu)
- Сенгкуронг (Sengkurong)
- Сераса (Serasa)
- Буронг Пинггаи Айер¹ (Burong Pinggai Ayer)
- Пераму¹ (Peramu)
- Саба¹ (Saba)
- Сунгаи Кебун¹ (Sungai Kebun)
- Сунгаи Кедайан¹ (Sungai Kedayan)
- Тамои¹ (Tamoi)

¹ — деревни на воде

## Достопримечательности
- Музей Брунея
- Музей Технологии
- Старая гробница султана Болкия
- Дворец-хранилище королевских регалий
- Мечеть Омара Али Сайфуддина
- Мечеть Джуме Аср Нассанил Болкия
- Лесопарк и зона отдыха Беракас
- Лесопарк и зона отдыха Букит-Шахбандар
- Лесопарк и зона отдыха Тасек Лама